# ATX (alaplapszabvány)

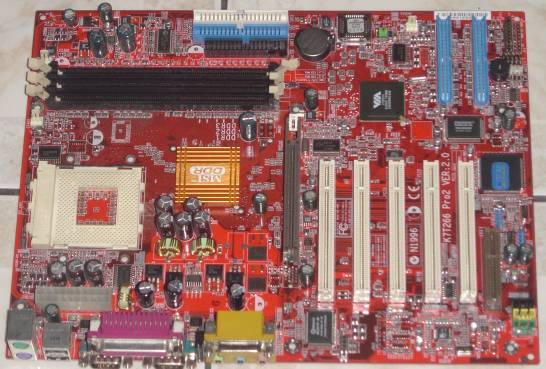
ATX alaplap felülnézetből, balra lent látható az alaplapra integrált funkciók kivezetései

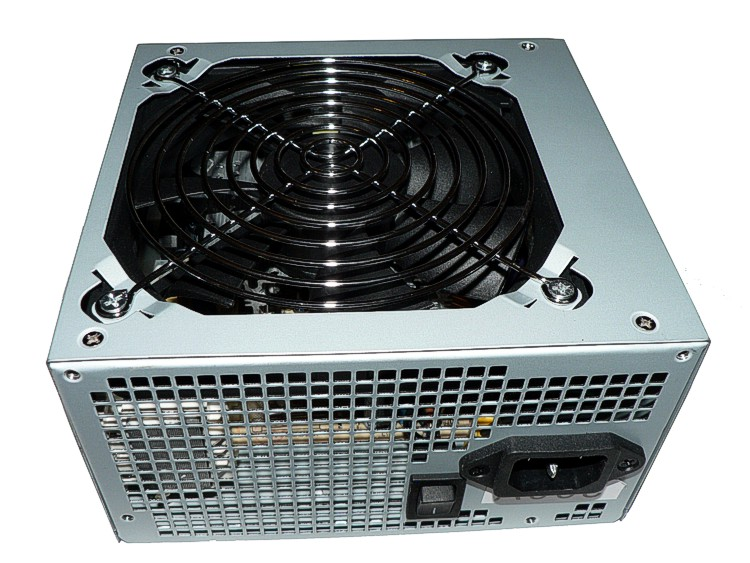
Egy modern ATX tápegység, amely visszatért az eredeti koncepcióhoz: a ventilátor a gép belsejéből húzza ki a meleget

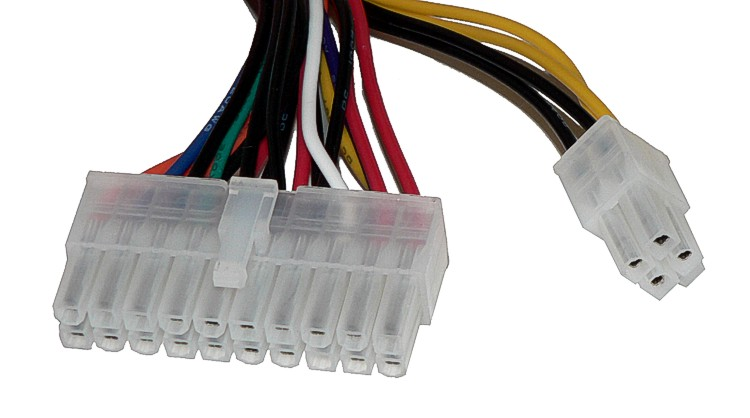
ATX tápcsatlakozó, amely a modernebb processzorok számára ki van bővítve egy négypólusú 12 V-os csatlakozóval

Az ATX (Advanced Technology eXtended) egy számítógépes alaplap és tápegység szabvány, mely annak méretét és az alaplap, a gépház illetve a tápegység csatlakozószabványát határozza meg. A korábbi AT szabványt váltotta fel, a Pentium II processzorokkal együtt jelent meg az első ATX alaplap. Mérete miatt fizikailag nem lehetséges AT gépházba helyezni, egy ehhez való, ATX gépházat igényel. A szabvány első változatát az Intelnél dolgozó David Dent dolgozta ki és szabadalmaztatta 1995-ben.
A 90-es évek vége óta a legelterjedtebb alaplap szabványnak számít. Több variánsa létezik (microATX, flexATX, mini-ITX, EATX), ezek általában méretben és az alaplapon helyet kapott csatlakozások, illetve bővítő foglalatok számában különböznek. Utódja a BTX szabvány lett volna, viszont az Intel 2006-ban leállította fejlesztését.

## Főbb jegyei
- Fizikailag és geometriájában a "Baby" AT szabvánnyal azonos, kivéve az alaplapi tápegység-csatlakozó megváltozását és az alaplapi (hátsó) csatlakozóknak szükséges, az addigiaktól szögesen eltérő kivágást ("ablakot") a PC-házon. Ez tehát ahhoz sajnos "épp elegendő" volt, hogy az áttérés után már egy régi doboz ne legyen használható.
- Az alaplapi integrálódás ekkor már addig jutott, hogy ami korábban bővítőkártyákon voltak (pl. soros és párhuzamos portok, USB), ezek akkora minden további nélkül rákerülhetett az alaplapra (jegyezzük meg: az addigi, eredeti térfogat alig 5-10 százalékában). Emiatt tehát az ATX gépek (és alaplapok) hátulról igen könnyen felismerhetőek: az alaplapra integrált funkciókhoz több csatlakozó is tartozik, amelyek jól láthatóan egy csoportban tömörülnek, lényegében a billentyű-csatlakozó mellett. Az ATX esetén ezért csak akkor kell bővítőkártya, ha valamely extra funkcióra van szükség, amely egy újabb (még jobban integrált vagy jobb teljesítményű) alaplaphoz képest még megéri árban,  például egy "izmosabb" videokártya.
- Az ATX szabványban az egércsatlakozó már kötelezővé vált, formára és funkcionalitására a billentyűzettel együtt az ún. PS/2 csatlakozót (aljzat) kaptak. Nem része ugyan a szabványnak, de az USB áramkörök és csatlakozók is ebben az időben váltak kihagyhatatlanná mint alaplapokra integrált periféria.
- Az ATX tápegységnél javították a hálózati feszültség veszélyét okozó alapvető (koncepcionális) hibán, hiszen addig a számítógép "főkapcsolója" egy a  hálózati feszültséget kapcsoló berendezés volt, amelyet saját magát is el kellett szigetelni (érintésvédelem), míg  a hozzá vezető kábelezést is az életvédelmi szabványok szerint kellett szigetelni, ami drága volt és felesleges teret foglalt. (Az elektromos-energia szolgáltató rendszertől függően a hálózati tápellátás 110..230 V ún. kisfeszültség, amelyet sokan tévesen mint "nagyfeszültség" emlegetnek, de ettől még tény, hogy semmi keresnivalója nem lehetett volna egy akár halálos áramütést okozó feszültségszintnek, már addig sem, egy legfeljebb 12 voltos üzemi feszültséget alkalmazó rendszer körül, azaz egy PC-házon belül.)
- Az ATX újdonsága volt tehát az, hogy a törpefeszültségnél (50 V) magasabb, pl. hálózati feszültség már kizárólag csak a tápegység fémdobozán belül lehetett. Ez persze megoldható lett volna egy törpefeszültségű (50 V alatti) előlapi ki/be kapcsoló áramkörrel és a tápegységen belül pl. egy relével (kontaktor). Ehelyett azonban egy rugalmasabb és általánosabb: a későbbi újítások befogadására is alkalmas megoldás mellett döntöttek.
- Kikapcsoltnak tekintett állapotban az alaplap csak egy ún. készenléti (SBY = standy) tápellátást kap egy az arra kijelölt csatlakozóponton az ATX konnektoron át. Erről a "segédtápfeszültségről" működik az alaplap néhány célorientált áramköre, amelyek közül az egyik figyeli az előlapra szerelt vagy oda kivezetett nyomógomb állapotát: amikor megnyomják, az alaplap, egy másik csatlakozóponton át jelzi a tápegységnek, hogy a normál tápellátásra (+/- 5 V; +/-12 V; +3,3 V) szükség: Ezt meghaladóan pedig egy kikapcsolási folyamat végén - vagy ha az alaplap/operációs rendszer nem működik megfelelően, úgy a gomb hosszabb nyomva tartására - ezt a jelet megszünteti miáltal "kikapcsol" a számítógép: a valóságban a fent hivatkozott SBY feszültségről üzemel, azaz készenlétben van az alaplap.
- A rugalmasságot mutatja, hogy a BIOS-ban akár az is beállítható (konfigurálható) lett ezáltal, hogy például a hálózati kártya részesüljön-e a készenléti (SBY) tápellátásból. Ha igen, úgy a hálókártya folyamatosan figyelheti, kapott-e olyan adatcsomagot, melynek célja (jelentése) az, hogy "fel kell ébreszteni" a számítógépet. Ekkor a hálókártya értesíti az alaplapot, annak célorientált, a készenlétben is üzemelő áramköre útján, amely ugyanúgy bekapcsolja a tápegységet mintha a gombbal mi indítottuk volna el. Ezt a mechanizmust hívják Wake On Lan-nak : ébresztés a hálózaton keresztül (magyarosan "vékony-lan", kissé utalva e tökéletlen szóviccel arra is, hogy a régebben használatban volt a "vékony ethernet" kifejezés a hálózati, fizikai kábelezésre).
- Időközben aztán beindult a nagy teljesítményű grafikára alapozott szórakoztatóipar, és ennek kapcsán mára - az eredeti szócikk 2008-as közlésekor már nem volt, de talán a jelenlegi pontosító átszerkesztés, azaz a 2020-as év idején sincs - nincs olyan, hogy egy processzor és/vagy egy grafikus kártya mindig elegendően gyors lenne. Ennek következtében egykor megugrott a processzorok eshetőleges teljesítményigénye, ezért támogatni kezdték akár két-három videokártya egyidejű működtetését is. Ennek megfelelően egy ATX tápegységből már sokkal többféle tápkábel "jön ki", ezzel megerősítendő a processzor vagy processzorok, valamint a videokártyák és környezetük teljesítményellátását.
- [ Ez a szócikk messze sem teljes - 2020.08.27. ]